# مانی پانتر
مانی پانتر (انگلیسی: Manny Panther بازیکن فوتبال اهل بریتانیا است.
از باشگاه‌هایی که در آن بازی کرده‌است می‌توان به باشگاه فوتبال سنت جانستون، باشگاه فوتبال اکستر سیتی، باشگاه فوتبال گریمزبی تاون، باشگاه فوتبال مورکم، باشگاه فوتبال کیدرمینستر هاریرس، باشگاه فوتبال آلدرشات تاون، باشگاه فوتبال پاتریک تیسل، و باشگاه فوتبال یورک سیتی اشاره کرد.
وی همچنین در تیم ملی فوتبال Scotland U15 بازی کرده‌است.